# محوطه آسیاباد
محوطه آسیاباد مربوط به سدهٔ ۶ تا ۸ ه.ق است و در شهرستان تایباد، بخش مرکزی، روستای آبقه واقع شده و این اثر در تاریخ ۲۲ مرداد ۱۳۸۴ با شمارهٔ ثبت ۱۳۱۳۵ به‌عنوان یکی از آثار ملی ایران به ثبت رسیده است.